# Молочай ложнокактусовый
Молоча́й ложнока́ктусовый (лат. Euphórbia pseudocáctus) ― многолетний суккулентный кустарник; вид рода Молочай (Euphorbia) семейства Молочайные (Euphorbiaceae).

## Морфология
|                                     |
|                                     |
| Сверху вниз: цветущие ветви, циатия |

Маловетвящийся многолетний суккулентный кустарник, канделябровидной формы, 60—120 см высотой, как и говорит его название, напоминает кактус. Формирует большие заросли.
Ствол часто имеет характерные V-образные серые или зеленовато-жёлтые полосы, цилиндрический, неправильной формы, состоит из широких треугольных искривлённых сегментов 5—10 см длиной. В поперечном сечении очень тонкий, длиной 7 см, шириной 2,5 см. Рёбра в числе 3—5, обычно 4, с волнистым краем.
Шипы крепкие, 5—12 мм длиной, парные.
Листья 3 мм длиной, появляются ненадолго летом на верхушках растущих веток.
Цветёт с начала весны до конца лета.

## Распространение
Африка: ЮАР (Квазулу-Натал).
Растёт на субтропическом побережье, в тернистых кустарниках и саваннах, часто образует заросли.

## Практическое использование
Разводится в домашних условиях как комнатное растение. Очень прост в уходе. Поливать нужно в течение сезона вегетации с марта по сентябрь. В зимнее время почву нужно сохранять сухой. Нельзя позволять воде застаиваться у корней. Растёт умеренно быстро, становится зрелым через 3—5 лет. Не выносит заморозков. Размножается черенками. Поражается мучнистым червецом.

### Таксономическая таблица
|  |                                      |  |                                                             |                                                             |                      |  | ещё 36 семейств (согласно Системе APG II), в том числе Маковые | ещё 36 семейств (согласно Системе APG II), в том числе Маковые |                             |  |  |  | ещё ≈2000 видов |
|  |                                      |  |                                                             |                                                             |                      |  | ещё 36 семейств (согласно Системе APG II), в том числе Маковые | ещё 36 семейств (согласно Системе APG II), в том числе Маковые |                             |  |  |  | ещё ≈2000 видов |
|  |                                      |  |                                                             | порядок Мальпигиецветные                                    |                      |  |                                                                |                                                                | род Молочай (Euphorbia)     |  |  |  |                 |
|  |                                      |  |                                                             | порядок Мальпигиецветные                                    |                      |  |                                                                |                                                                | род Молочай (Euphorbia)     |  |  |  |                 |
|  | отдел Цветковые, или Покрытосеменные |  |                                                             |                                                             | семейство Молочайные |  |                                                                |                                                                | вид Молочай ложнокактусовый |  |  |  |                 |
|  | отдел Цветковые, или Покрытосеменные |  |                                                             |                                                             | семейство Молочайные |  |                                                                |                                                                |                             |  |  |  |                 |
|  |                                      |  | ещё 44 порядка цветковых растений (согласно Системе APG II) | ещё 44 порядка цветковых растений (согласно Системе APG II) |                      |  |                                                                | ещё >300 родов                                                 | ещё >300 родов              |  |  |  |                 |
|  |                                      |  |                                                             | ещё 44 порядка цветковых растений (согласно Системе APG II) |                      |  |                                                                |                                                                | ещё >300 родов              |  |  |  |                 |